# Walter Reisch
Pour les articles homonymes, voir Reisch.
Walter Reisch (Vienne, 23 mai 1903 – Los Angeles en Californie, 28 mars 1983), est un scénariste, réalisateur, producteur et acteur américain d'origine autrichienne.

## Biographie
D'origine juive, Walter Reisch émigre aux États-Unis en 1937, où il travaille à Hollywood.

## Filmographie

### Comme scénariste
- 1925 : Oberst Redl
- 1925 : Frauen aus der Wiener Vorstadt
- 1925 : Ein Walzer von Strauß
- 1926 : Küssen ist keine Sünd'
- 1927 : Pratermizzi
- 1927 : Seine Hoheit, der Eintänzer
- 1927 : Faschingszauber
- 1927 : Ein Rheinisches Mädchen beim rheinischen Wein
- 1927 : Das Heiratsnest
- 1927 : Ein Mädel aus dem Volke
- 1927 : Die Elf Teufel
- 1927 : Café chantant (en) (Tingel Tangel)
- 1927 : Die Indiskrete Frau
- 1927 : Die Dollarprinzessin und ihre sechs Freier
- 1927 : L'Étudiant pauvre (Der Bettelstudent)
- 1928 : Dragonerliebchen
- 1928 : Der Faschingsprinz
- 1929 : Schwarzwaldmädel
- 1929 : Rabmadár
- 1929 : Barcarolle d'amour (La Barcarolle d'amour)
- 1929 : Die Zirkusprinzessin
- 1929 : Die Frau, die jeder liebt, bist du!
- 1929 : Fräulein Fähnrich
- 1929 : Der Held aller Mädchensträume
- 1929 : Der Lustige Witwer
- 1929 : Der Schwarze Domino
- 1929 : Dich hab ich geliebt
- 1929 : Die Nacht gehört uns
- 1930 : La Nuit (La Nuit est à nous)
- 1930 : Le Roi du Danube (Donauwalzer) de Victor Janson
- 1930 : Le Joker
- 1930 : Deux Cœurs, une valse (Zwei Herzen im Dreiviertel-Takt) de Géza von Bolváry
- 1930 : Hokuspokus
- 1930 : Ein Tango für Dich
- 1930 : Wie werde ich reich und glücklich?
- 1930 : Das Lied ist aus
- 1930 : Brand in der Oper
- 1930 : La Veuve temporaire (The Temporary Widow)
- 1930 : Das Flötenkonzert von Sans-souci
- 1931 : Im Geheimdienst
- 1931 : Der Raub der Mona Lisa
- 1931 : L'amour commande (non crédité)
- 1932 : Un rêve blond
- 1932 : Happy Ever After
- 1932 : Die Gräfin von Monte-Christo
- 1932 : Ein blonder Traum
- 1932 : F.P.1 antwortet nicht
- 1933 : IF1 ne répond plus
- 1933 : The Only Girl
- 1933 : Ich und die Kaiserin
- 1933 : F.P.1
- 1933 : Idylle au Caire
- 1933 : Saison in Kairo
- 1933 : La Symphonie inachevée (Leise flehen meine Lieder)
- 1934 : Maskerade
- 1934 : Unfinished Symphony
- 1934 : So endete eine Liebe
- 1935 : The Divine Spark
- 1935 : La Femme au masque (Escapade)
- 1935 : Casta diva
- 1935 : Episode
- 1936 : Silhouetten
- 1938 : Toute la ville danse (The Great Waltz)
- 1938 : L'Île des angoisses (Gateway)
- 1939 : Ninotchka
- 1941 : Lady Hamilton (That Hamilton Woman)
- 1941 : Illusions perdues (film, 1941) (That Uncertain Feeling)
- 1942 : Je te retrouverai (Somewhere I'll Find You)
- 1944 : Le Corps céleste (The Heavenly Body)
- 1944 : Hantise (Gaslight)
- 1947 : Schéhérazade (Song of Scheherazade)
- 1949 : L'Éventail de Lady Windermere (The Fan)
- 1951 : La Mère du marié (The Mating Season)
- 1951 : Agence Cupidon (The Model and the Marriage Broker)
- 1953 : Niagara
- 1953 : Titanic
- 1954 : La Mouche (Die Mücke)
- 1955 : La Fille sur la balançoire (The Girl in the Red Velvet Swing)
- 1955 : Der Cornet - Die Weise von Liebe und Tod
- 1956 : À toi... toujours (Casta diva)
- 1956 : L'Enfant du divorce (Teenage rebel)
- 1957 : Espionnage à Tokyo (en) (Stopover Tokyo), de Richard L. Breen
- 1959 : The Remarkable Mr. Pennypacker
- 1959 : Voyage au centre de la Terre (Journey to the Center of the Earth)

### comme réalisateur
- 1935 : Episode
- 1936 : Silhouetten
- 1936 : Les hommes ne sont pas des dieux (Men Are Not Gods)
- 1947 : Schéhérazade (Song of Scheherazade)
- 1954 : La Mouche (Die Mücke)
- 1955 : Der Cornet - Die Weise von Liebe und Tod

### comme producteur
- 1935 : Episode
- 1936 : Silhouetten
- 1957 : Espionnage à Tokyo (en) (Stopover Tokyo), de Richard L. Breen
- 1958 : Tonnerre sur Berlin (Fräulein)

### comme acteur
- 1933 : Ich und die Kaiserin